# Cray-2

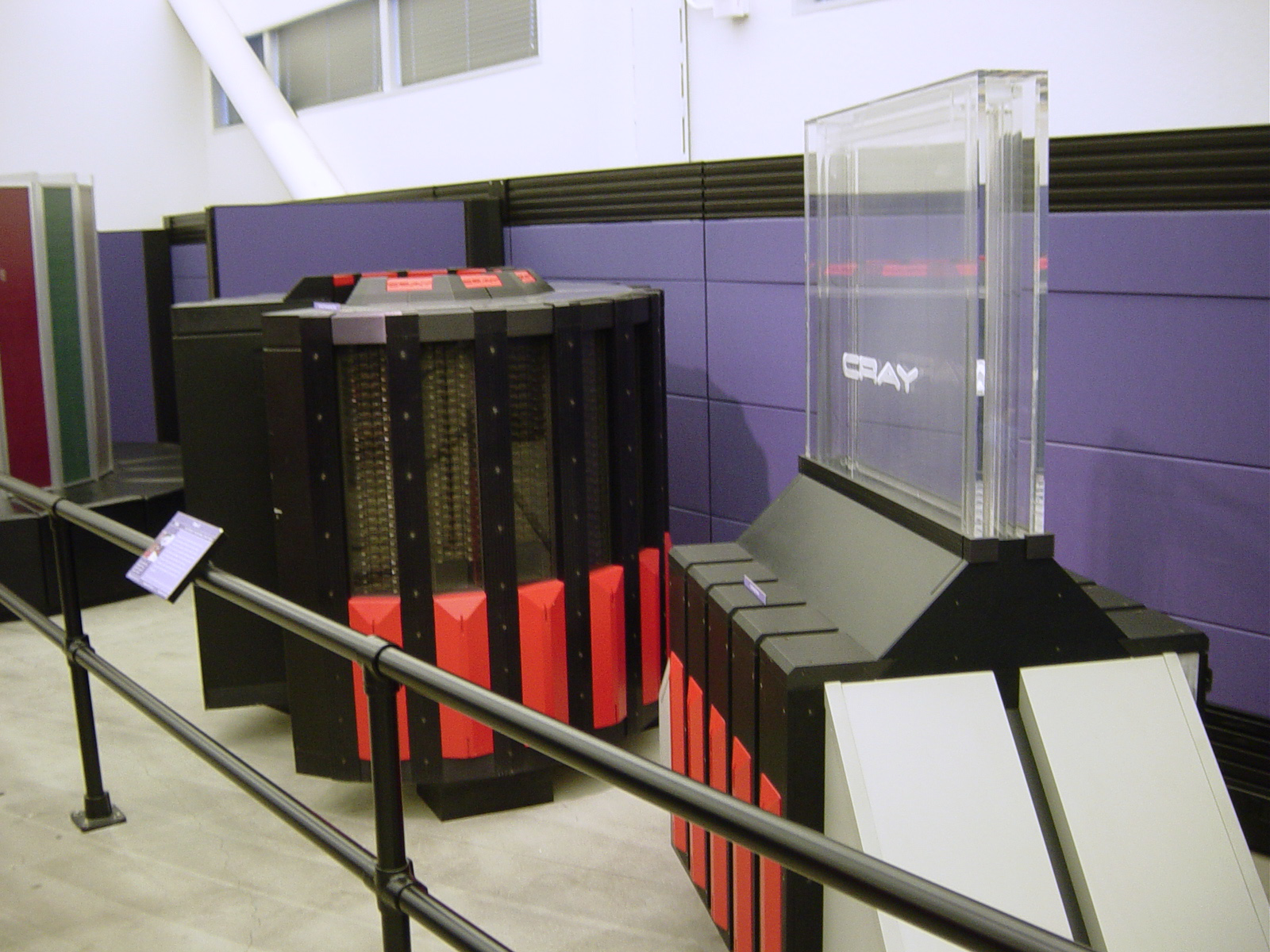
NERSC（國家能源研究科學計算中心）的Cray-2 及其電子氟化液的冷卻「瀑布」，從前的序號為2101，這是迄今為止唯一的8處理器系統

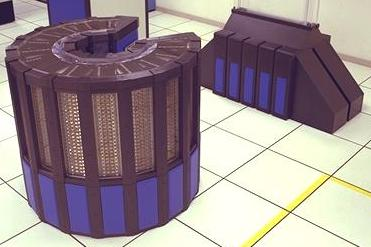
在NASA運作的Cray-2

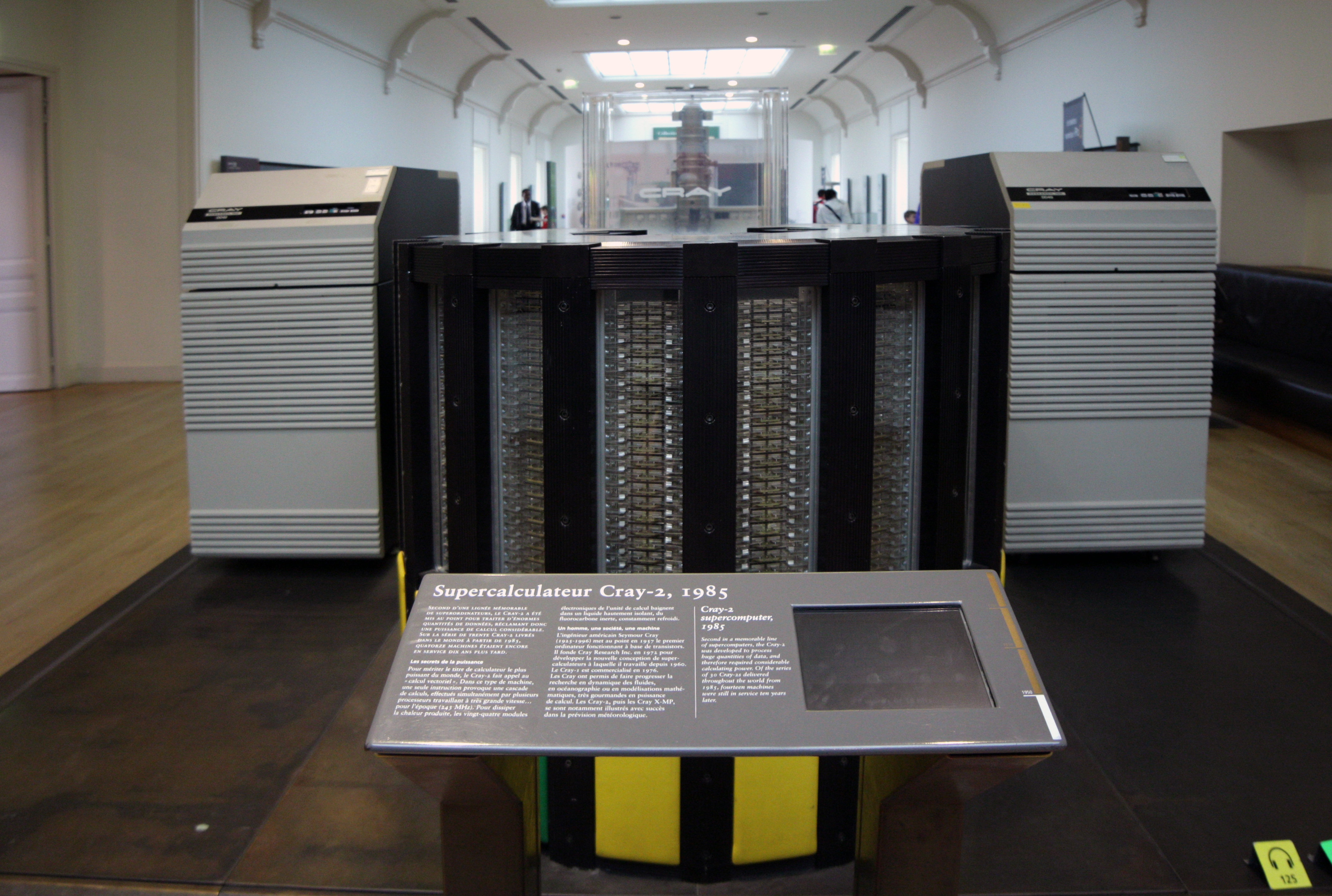
1985年的超級電腦Cray-2，前視圖，藏於巴黎工藝美術博物館

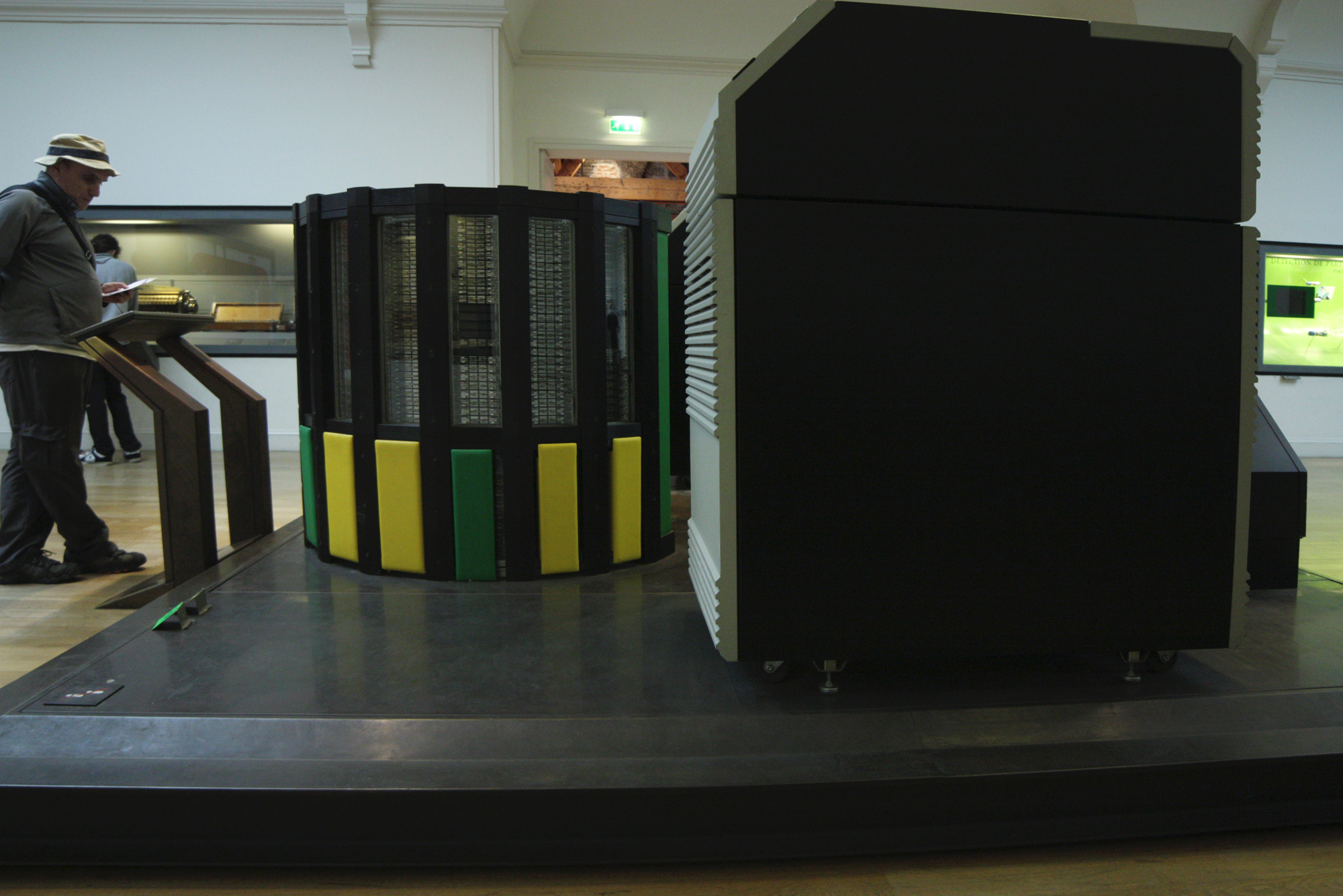
1985年的超級電腦Cray-2，側視圖，藏於巴黎工藝美術博物館

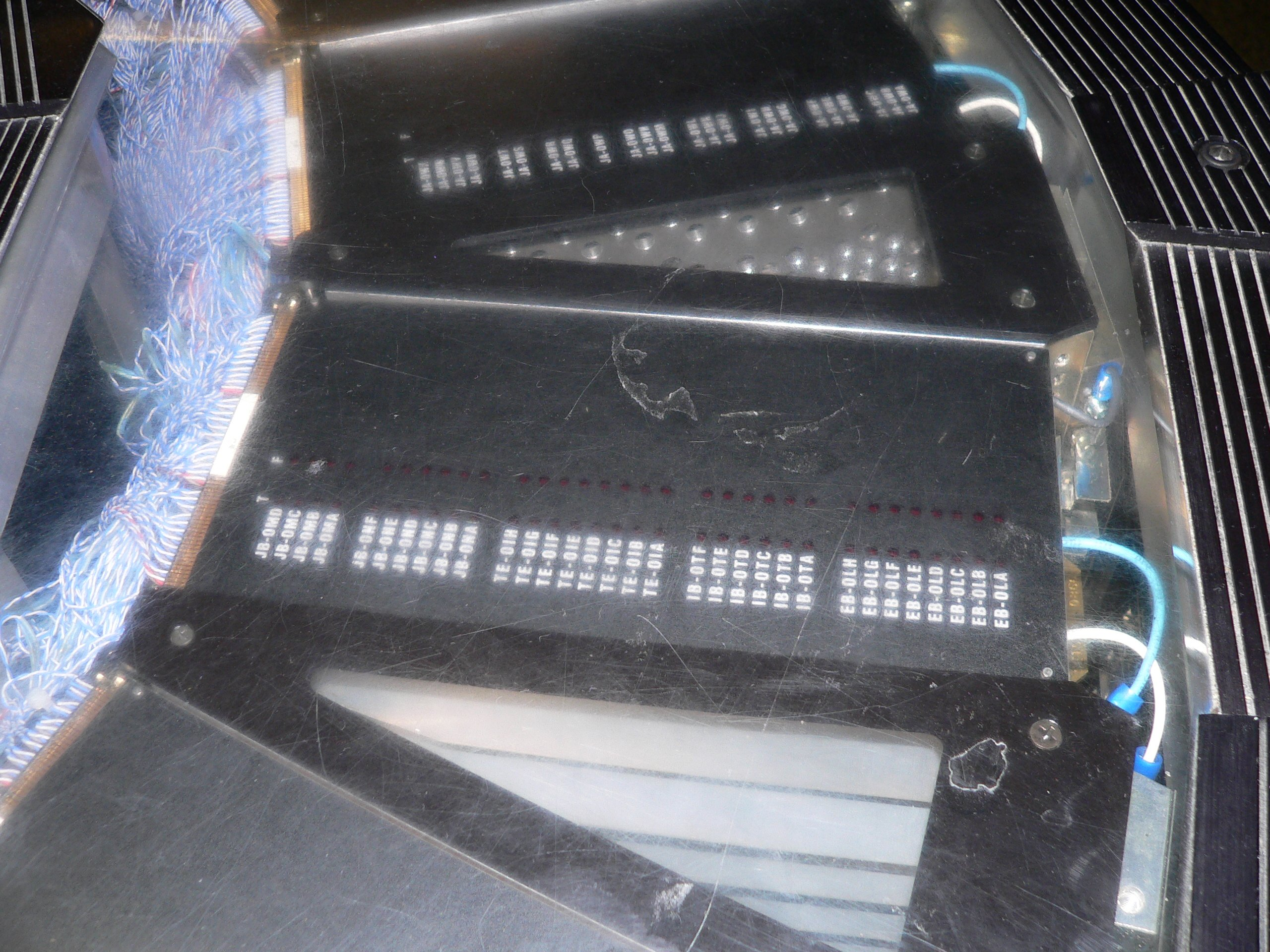
Cray-2上部細節

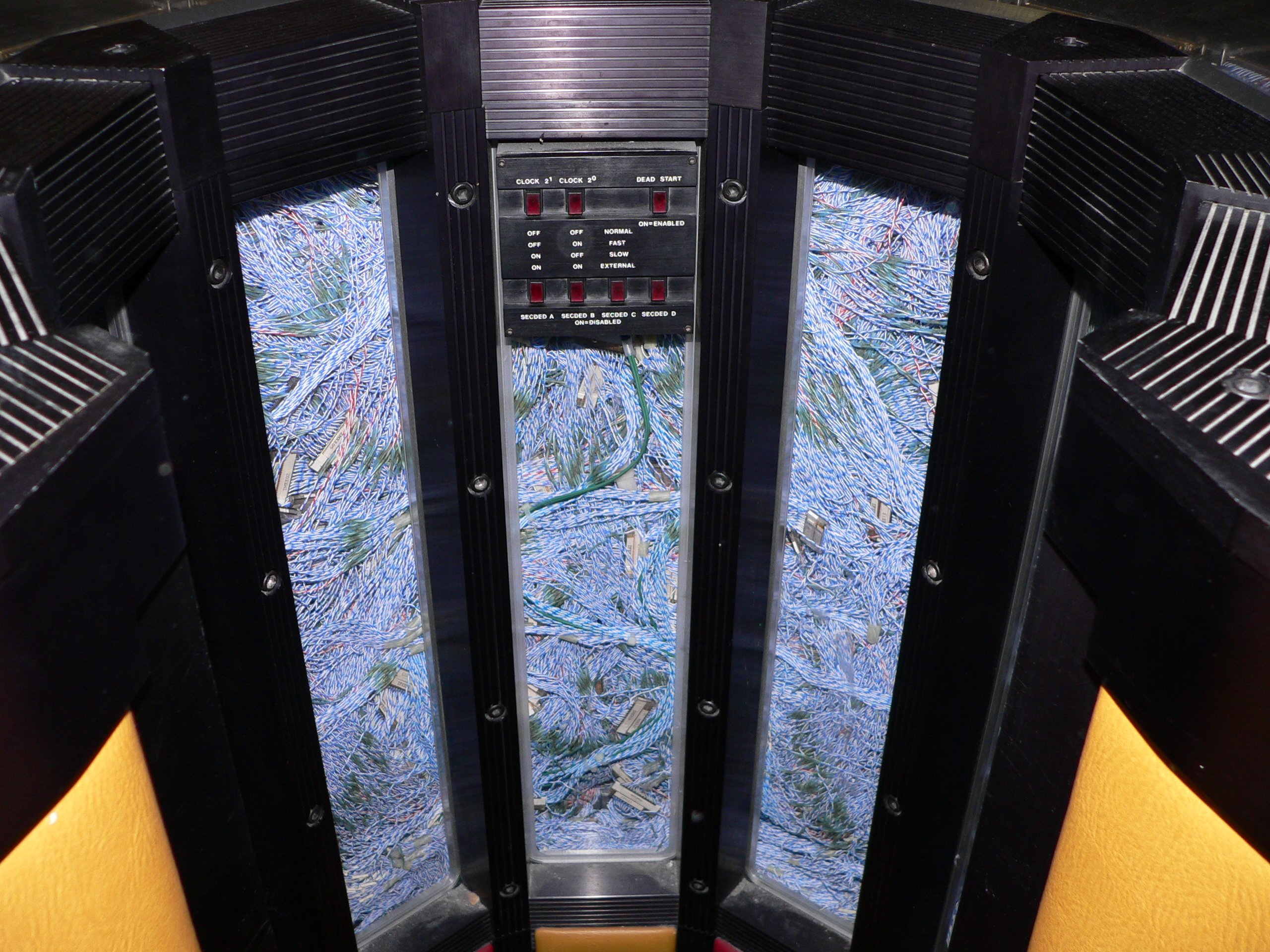
Cray-2内部

Cray-2（克雷2號）是克雷公司出品，帶有四個向量處理器的超級電腦，於1985年開始製造。峰值性能達1.9GFLOPS，取代了Cray X-MP成為當時世界上最快的機器，到了1988年被Cray Y-MP取代。
Cray-2 是西摩·克雷的設計中第一次成功使用多重處理器的產品。早在1970 年代初期，就曾在CDC 8600嘗試過這種方法，但是在那個時代，射極耦合邏輯電路（ECL）的電晶體封裝過於困難而不可行，Cray-2 則透過使用 ECL的積體電路解決了這個問題，將它們封裝在一種全新的3D布線中，大幅增加了電路密度。
密集的封裝和由此產生的熱負載是Cray-2的主要問題。透過在壓力下迫使具電惰性的電子氟化液（Fluorinert）通過電路，然後從處理器的殼外冷卻它，以一種獨特的方式解決了此問題。這種獨特的「瀑布式」冷卻系統在公眾眼中成了高性能計算的代表，這也出現在許多資訊科技的電影中，作為電影道具使用了一段時間。
與最初的Cray-1不同，Cray-2難以提供最佳效能。該公司的其他機種，如X-MP和Y-MP，銷量皆遠遠超過Cray-2。當克雷開始開發Cray-3，該公司選擇開發Cray C90系列。這與開發8600時發生的一系列事件相同，在這種情況下，克雷離開了公司。

## 用途和繼承者
Cray-2 主要是為了美國國防部及能源部開發的。用途往往用於研究核武器或開發海洋學（聲納）。然而，第一台Cray-2（序號為1）在勞倫斯利佛摩國家實驗室的國家磁聚變能源電腦中心用於非機密的能源研究。它還進入了民間機構（如美國NASA艾姆斯研究中心）、大學，以及世界各地的公司 ，例如，福特和通用汽車都使用過 Cray-2處理複雜車身的有限元分析模型，並在生產前對車身元件進行虛擬碰撞測試。
Cray-2本來會被Cray-3取代，但由於開發問題，只建造了一台Cray-3，且從未獲得收益。Cray-2精神上的後繼者是克雷所提出的Cray X1 。

### 與後來的電腦相比較
2012年，Piotr Luszczek（杰克·唐加拉的前博士生）提出的結果顯示，iPad 2在嵌入式的LINPACK基準上與Cray-2的歷史性能相當。

## 外部連結
- Cray-2型號圖片 （页面存档备份，存于）
- Cray-2 功能描述指南 （页面存档备份，存于）
- Cray-2 手册 （页面存档备份，存于）